# イーリアス

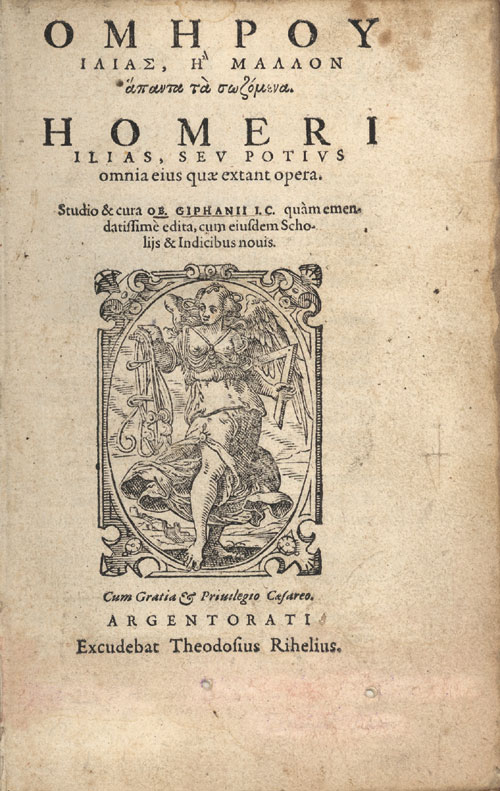
イリアスの表紙（1572年・Rihel社）

『イーリアス』（古希: Ἰλιάς [iː.li.ás]、古代ギリシア語ラテン翻字: Iliás、羅: Ilias、英: Iliad [ˈɪliəd] ( 音声ファイル)）は、ホメロスによって作られたと伝えられる長編叙事詩で、最古期の古代ギリシア詩作品である。題名は「イーリオン(について)の(詩歌)」の意味。古代伝説上の小アジアにあった都市国家イーリオン（トロイ）とギリシャとの戦いを描く。

## 序説
ギリシア神話を題材とし、トロイア戦争十年目のある日に生じたアキレウスの怒りから、イーリオスの英雄ヘクトールの葬儀までを描写する。ギリシアの叙事詩として最古のものながら、最高のものとして考えられている。叙事詩環（叙事詩圏）を構成する八つの叙事詩のなかの一つである。
元々は口承によって伝えられてきたものである。『オデュッセイア』第八歌には、パイエーケス人たちがオデュッセウスを歓迎するために開いた宴に、そのような楽人デーモドコスが登場する。オデュッセウスはデーモドコスの歌うトロイア戦争の物語に涙を禁じえず、また、自身でトロイの木馬のくだりをリクエストし、再び涙を流した。
『イーリアス』の作者とされるホメーロス自身も、そのような楽人（あるいは吟遊詩人）だった。ホメーロスによって『イーリアス』が作られたというのは、紀元前8世紀半ば頃のことと考えられている。『イーリアス』はその後、紀元前6世紀後半のアテナイにおいて文字化され、紀元前2世紀にアレキサンドリアにおいて、ほぼ今日の形にまとめられたとされる。
なお、もともとのホメーロスによる『イーリアス』はヘクトールの死と葬儀までで、有名な「トロイの木馬」の話は、紀元前一世紀頃にローマの詩人、ウェルギリウスが書いた叙事詩「アエネーイス」によるものである。こちらは、ヘクトールと並ぶトロイの英雄であったアエネイアスのトロイ滅亡後の遍歴とローマ建設を主題とするものである。

## 構成

### 各歌の題
松平千秋訳による。
1   悪疫、アキレウスの怒り。
2   夢。アガメムノン、軍の士気を試す。ボイオテイアまたは「軍船の表」。
3   休戦の誓い。城壁からの物見。パリスとメネラオスの一騎打。
4   誓約破棄。アガメムノンの閲兵。
5   ディオメデス奮戦す。
6   ヘクトルとアンドロマケの語らい。
7   ヘクトルとアイアスの一騎打。死体収容。
8   尻切れ合戦。
9   使節行。和解の嘆願。
10  ドロンの巻。
11  アガメムノン奮戦す。
12  防壁をめぐる戦い。
13  船陣脇の戦い。
14  ゼウス騙し。
15  船陣からの反撃。
16  パトロクロスの巻。
17  メネラオス奮戦す。
18  武具作りの巻。
19  アキレウス、怒りを収める。
20  神々の戦い。
21  河畔の戦い。
22  ヘクトルの死。
23  パトロクロスの葬送競技。
24  ヘクトルの遺体引き取り。

### ムーサへの祈り
ホメーロスの叙事詩は朗誦の開始において、「ムーサ（詩神）への祈り」の句が入っている。それは、話を始める契機としての重要な宣言と共に、自然な形で詩のなかに織り込まれている。『イーリアス』では、最初の行は次のようになっている。
μῆνιν ἄειδε θεὰ Πηληϊάδεω Ἀχιλῆος（古代ギリシア語ラテン翻字: Mēnin aeide, theā, Pēlē-iadeō Achilēos）
言葉の順番に意味を書くと、次のようになる。
怒りを 歌ってください 女神（ムーサ）よ ペーレウスの息子であるアキレウスの（怒りを）……
ホメーロスの劇的構成というのは、この最初の一行より始まっており、なぜアキレウスが怒っているのかという聴衆の興味を引きつけた後、できごとの次第を息も継がせぬ緊迫感で展開する。

### ポイボス・アポローンの銀弓
先の戦いで、アカイア勢（ギリシア軍）はトロイア側にささやかな勝利を収め、戦利品を手に入れた。しかし、その戦利品のなかには、光明神ポイボス・アポローンの神官であるクリューセースの娘クリューセーイスもまた含まれていた。戦闘の混乱のなかでアカイア勢に捕らわれた娘を返して貰おうと、神官クリューセースはアカイア軍の陣地を貢物を携え訪れるが、傲ったアカイア勢はクリューセースを侮辱する。
目的を果たせず、海辺を一人戻るクリューセースは、自らが仕える神アポローンに祈り、「アカイア軍に報いを」と求める。ムーサの言葉は劇的に転回し、クリューセースがこう祈るや、オリュンポスの高みより、ポイボス・アポローンが銀弓を手に空を飛び、アカイア軍の陣地の上空に至るや、数知れぬ矢を射かけ、アカイア軍陣地は、神の送る疫病に悲鳴をあげて倒れる兵士たちの修羅場と変ずる。
しかし、雄壮なアポローンの活躍を活写した後、なお、なぜアキレウスは怒っているのか、その理由は不明である。こうして、詩はさらに続いて行く。

## 物語のあらすじ

『イーリアス』冒頭の7行。各行は、英雄脚ヘクサメトロンとなっている

翻って、このようにアキレウスが怒りを抱いたというのは、一体、戦いのどのような時点であったのか。それは、パリス（イーリオス王プリアモスの王子）に奪われたヘレネーを取り戻すべく、ヘレネーの夫メネラーオスをはじめとするアカイア族（ギリシア勢）がイーリオスに攻め寄せてから十年の歳月が流れたときのことであった。
ギリシア勢はメネラーオスの兄でミュケーナイ王のアガメムノーンの指揮の下で戦い、イーリオス勢はプリアモスの長子ヘクトールの指揮の下に戦っていた。アキレウスは、友人パトロクロスと共に、ミュルミドーン人たちを率いて戦いに参加していた。このような背景のなかで、神官クリューセースの神アポローンへの祈りの事件が起こったのである。

### アキレウスとアガメムノーンの確執 (第1歌)
アポローンの矢による疫病の発生から十日目、アキレウスの発議により集会が持たれた。カルカースによって、アポローンの怒りを鎮める必要があるため、献策がなされた。それは、身の代なしに娘クリューセーイスを神官クリュセースに返すというものだった。クリューセーイスはアカイア勢の総帥アガメムノーンの戦利品となっていた。アガメムノーンはやむを得ず娘を解放することに同意する。
アガメムノーンは娘を失う代償を諸将に求める。それに対し、アキレウスは戦利品を分配しなおすべきでないことを主張し、「わたしには戦う義務はない。しかしあなたがた兄弟のために戦闘に参加している」と述べる。アガメムノーンは立腹し、軽率にも「われらのために戦う戦士は山ほどいる。そなたが義務で戦うというのなら、われらは汝なしでも戦うことができる」と応酬した。そして、クリューセーイスの代償として、アキレウスの戦利品であるブリーセーイスを自分のものにする。
アキレウスはアガメムノーンの仕打ちに怒り、母テティスに祈り、ゼウスがイーリオス勢の味方をすることでギリシア勢を追い詰めさせることを願う。テティスが請け合い、ゼウスに頼み込むと、ゼウスもこの願いを受け入れた。ゼウスの妻ヘーラーは、ゼウスがテティスの願い通りイーリオス勢の味方をするつもりではないかと気付き、ゼウスを難詰したが、息子ヘーパイストスのとりなしで、とりあえず怒りを納めた。
アキレウスはその日以降、集会にも出ず、戦闘にも参加しなくなった。こうしてアキレウスの怒りから始まり、『イーリアス』は劇的な展開において物語を繰り広げて行く。

### 総攻撃の開始 (第2歌)
ゼウスは、テティスの願いをどのように叶えるのがよいかを考え、ギリシア勢の総大将アガメムノーンを夢でまどわすことにした。アガメムノーンは、ネストールが「オリュムポスの神々は皆ギリシア勢の味方をすることになったから、全軍で攻め寄せればイーリオスを攻め落とせる」と説くところを夢に見た。目が覚めたアガメムノーンは、すぐにでもイーリオスを陥落させることができると思い込み、総攻撃を決意する。しかしゼウスは、ギリシア勢を劣勢に追い込み、アガメムノーンに、アキレウスを怒らせたことを後悔させることが目的だったのである。
ギリシア勢が美々しく隊伍を整えると、イーリオス勢も攻撃準備を完了した。両軍は、まさに激突しようとしていた。

### パリスとメネラーオスの一騎討ち (第3,4歌)
このときパリスは軍勢の先頭に立ち、「誰でもいいから俺と勝負しろ」と言った。メネラーオスは、仇敵の姿を見るや、喜び勇んで飛び出してきた。しかしパリスはメネラーオスを見ると怖気づき、逃げ出してしまった。これを見たヘクトールは、イーリオスの災厄の種であるパリスの不甲斐なさをなじり、「貴様のような格好ばかりの奴は、さっさとメネラーオスに殺されてしまえばよかったのだ」と責めた。
するとパリスは殊勝にも「私とメネラーオスで一騎討ちをし、勝ったほうがヘレネーと奪った財宝を取ることにしたい」と申し出た。ヘクトールは喜び、ギリシア勢にこの話を申し込んだ。アガメムノーンもこの話を呑み、両軍の戦士が武装をはずして見守る中、両者が一騎討ちを行うことになった。
対峙するパリスとメネラーオス。双方が槍を投げるが、両者共にこれを避けた。次にメネラーオスが剣を抜いて切りかかると、メネラーオスの剣はパリスの兜にあたって砕けた。パリスがくらくらしているところを、メネラーオスが兜を掴んで自軍に引いていこうとした。するとアプロディーテーが兜の紐を切ってパリスの窮状を救った。メネラーオスの手には兜だけが残った。そしてなおも追いすがるメネラーオスから守るために、濃い霧でパリスを隠し、イーリオスに退却させた。
メネラーオスは姿を隠したパリスを探すが、見つけることができない。そこでアガメムノーンはメネラーオスが勝ったとして、ヘレネーと財宝の引渡しをイーリオス勢に申し入れた。
ヘクトールは目の前の出来事に青ざめたものの、誓い通りに戦いの結果を尊重しようとした。しかし、ゼウスはトロイアの運命に基づき、アテーナーに命じてトロイアの武将パンダロスに甘言をささやいた。それは誓いを破り、ギリシア（メネラーオス）への仇討ちをせよ、というささやきであった。
彼が矢を放った結果、メネラーオスは傷を負い、それを契機に再び戦いが始まった。

### パトロクロスの出陣 (第16歌)
アキレウスなしでも優勢に立っていたギリシア勢も、名だたる英雄たちが傷ついたことをきっかけにして総崩れとなり、陣地の中にまで攻め込まれる。これを見たパトロクロスは、出陣してギリシア勢を助けてくれるようアキレウスに頼んだが、アキレウスは首を縦に振らない。そこでパトロクロスはアキレウスの鎧を借り、ミュルミドーン人たちを率いて出陣する。

### パトロクロスの死 (第16歌)
アキレウスの鎧を着たパトロクロスの活躍により、ギリシア勢はイーリオス勢を押し返す。しかし、パトロクロスはイーリオスの王プリアモスの息子で、事実上の総大将であるヘクトールに討たれ、アキレウスの鎧も奪われてしまう。

### アキレウスの出陣 (第18-21歌)
パトロクロスの死をアキレウスは深く嘆き、ヘクトールへの復讐のために出陣することを決心する。アキレウスの母テティスはアキレウスのために新しい鎧を用意し、アキレウスに授ける。出陣したアキレウスは、イーリオスの名だたる勇士たちを葬り去る。形勢不利と見てイーリオス勢が城内に逃げ去る中、門前に一人、ヘクトールが待ち構える。

### ヘクトールとアキレウスの一騎討ち (第22,23歌)

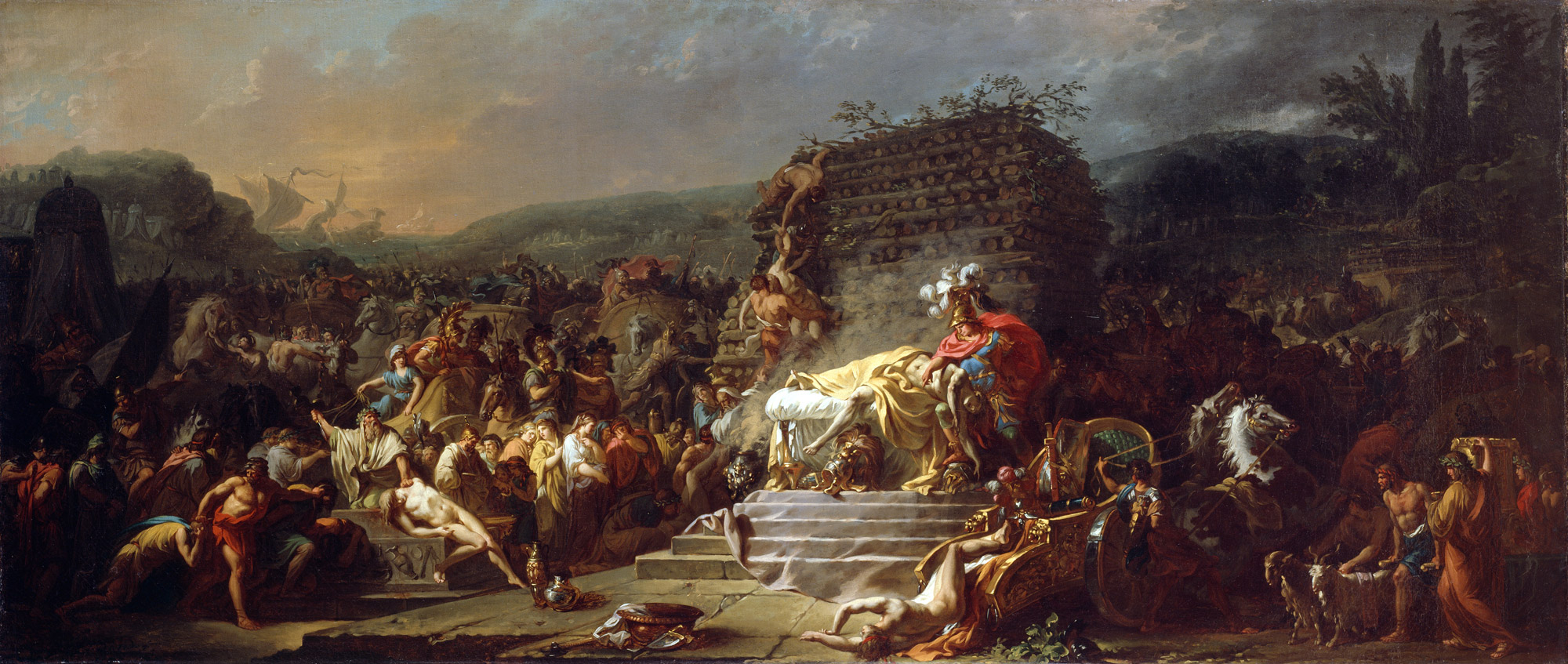
ジャック＝ルイ・ダヴィッドの『パトロクロスの葬儀』。1778年から1779年。アイルランド国立美術館所蔵。

ギリシア勢とイーリオス勢が見守る中、アキレウスとヘクトールの一騎討ちが始まる。アキレウスはヘクトールを追いまわし、ヘクトールは逃げ回ってイーリオスの周りを三度回る。しかし、ついにヘクトールはアキレウスに討たれる。アキレウスはヘクトールの鎧を剥ぎ、戦車の後ろにつなげて引きずりまわす。復讐を遂げて満足したアキレウスはパトロクロスの遺体を火葬したのち、さまざまな賞品を賭けてパトロクロスの霊をなぐさめるための競技会を開く。

### ヘクトールの遺体引き渡しと葬儀 (第24歌)
競技会が終わった後も、アキレウスはヘクトールの遺体を引きずりまわすことをやめない。ヘクトールの父プリアモスはこれを悲しみ、深夜アキレウスのもとを訪れ、息子の遺体を返してくれるように頼む。アキレウスはプリアモスをいたわり、ヘクトールの遺体を返す。ヘクトールの葬儀の記述をもって、『イーリアス』は終わる。

## 主な登場者
(  ) 内の数字はエピソードの巻数。

### アカイア（ギリシア）方
大アイアース
アキレウスに次ぐアカイアの勇者。ヘクトールと2回一騎打ちをし、優勢になるが、とどめをさせない (7) (14)。
アガメムノーン
ミケーネの王でアカイア軍の総帥。傲慢な総大将。アキレウスから捕虜の女を奪って、内輪喧嘩をしたことから物語が始まる (1)。
アキレウス
直行激情型の主人公。友人パトロクロスを殺された (16) 敵討ちが、この叙事詩の主筋。
オデュッセウス
叙事詩『オデュッセイア』の主人公にもなる智将。雄弁でアカイア軍をまとめ (2)、ディオメーデースと共にトロイアを偵察する (10)。
ディオメーデース
アキレウスに次ぐアカイアの勇士。アテーネーの庇護で、アイネイアースに勝ち、神アプロディーテやアレースをも負傷させる (5)。
パトロクロス
アキレウスの友。アカイア軍があわや全滅の危機時に、アキレウスの鎧を着てアキレウスの代わりに出陣し、戦死 (16)。
メネラーオス
スパルタ王。アガメムノーンの弟で、アカイア軍の副大将。妻ヘレネーをさらわれたことから戦争が始まった。パリスと代表戦 (3)。パトロクロスの遺体回収に、アイアースと共に活躍 (17)。

### トロイア方
アイネイアース
アプロディーテとアレースの息子。トロイア方でヘクトールに次ぐ勇士。後年ヴェルギリウスが、彼を主人公にした『アエネーイス』を書いた。トロイア滅亡後にローマ建国の祖となる。
アンドロマケー
ヘクトールの妻。城壁でのヘクトールとの別れの場面 (6) とヘクトール死の場面 (22) に登場。
パリス（アレクサンドロス）
ヘクトールの弟。彼がヘレネーをさらったことから戦争が始まった。意志は強くない美男子。格闘戦ではメネラーオスに負ける (3)。しかし弓矢の名手で、ディオメーデースやアイアースを傷つける (11)。
プリアモス
トロイアの王で、ヘクトールとパリスの父。最終巻でアキレウスの陣に行き、ヘクトールの遺体の返却をアキレウスに懇願 (24)。
ヘクトール
副主人公。トロイアの王子で、トロイア軍の総指揮官。アカイア方のいろんな勇士と戦う。パトロクロスを殺したが (16)、アキレウスに復讐されて死ぬ(22)ことが、この叙事詩の主筋。
ヘレネー
スパルタ王メネラーオスの妻だったが、パリスについてトロイアに行ったため、この戦争になった (3)。自分の親戚同士の戦争であること、この戦争は彼女のせいだ、という白眼視などに耐える (24)。

### 神々
ゼウス
最高神。テティスの願いで一時的にトロイアに味方し (1)、戦争への神々の介入を禁止した (8)。アキレウスが出陣すると中立に戻り、神々の関与を許す (20)。

#### アカイアの味方の神々
アテーネー
アテーネーはイオニア方言（アッティカ方言でアテーナー）。ギリシアの首都名にもなった知恵の女神。ディオメーデースなど、アカイアの勇士たちを守り、ヘクトールをだましてアキレウスと決戦させる (22)。
テティス
海の女神でアキレウスの母。アキレウスが活躍できるよう、ゼウスに願ってトロイア軍を優勢にする (1)。アキレウス出陣時にヘーパイストスに鎧を作らせる (18)。
ヘーパイストス
鍛冶の神。ゼウスとヘーレーの子。テティスが養育。彼女に頼まれてアキレウスの鎧を作る (18)。アキレウスが溺れそうになった時に火で助ける (21)。
ヘーレー
ヘーレーはイオニア方言（アッティカ方言でヘーラー）。ゼウスの正妻。アプロディーテーに対抗してアカイアに味方する。トロイアに味方するゼウスを色仕掛けで眠らせる (14)。
ポセイドーン
ゼウスの兄の海神。ゼウスが眠っている間に危機のアカイア軍を助ける (13,14)。

#### トロイアの味方の神々
アプロディーテー
愛と美の神。ローマ神話のウェヌス（ヴィーナス）。「もっとも美しい女」とパリスに審判された事がトロイア戦争の発端。判定してくれたパリスを霧を使って守る (3)。
アポローン
ゼウスの息子で太陽神。アカイア軍に疫病を起こす (1)。パトロクロス出陣時に、彼を攻撃し、鎧をはぎとり、ヘクトールにとどめを刺させる (16)。
アレース
ゼウスとヘーレーの子で戦争の神。その強さは、人間ディオメーデースに傷つけられ (5)、姉アテーネーと戦って負ける程度 (21)。

## 日本語訳書（原典全訳）
- 『イーリアス』 土井晩翠訳（冨山房、1995年／冨山房百科文庫（上下）、2025年）、各・新編再刊で初版は1940年
- 『イーリアス』 呉茂一訳（旧版 岩波文庫 上中下）、第10回読売文学賞受賞
  - 新版 平凡社ライブラリー（上下）、2003年、解説沓掛良彦。電子書籍版、2014年
- 『イリアス』 松平千秋訳（上下）、岩波文庫、1992年、ワイド版、2004年、電子書籍版、2018年
呉訳は七五調を基本とした擬古文で、原文の語法などを生かすことを主眼においている。三巻の翻訳のうち、上巻には、従来の古典学の慣例解釈を破り、あえて直訳した箇所などもあり、その苦闘が伺われる。土井訳は終始一貫して日本語の韻文調に訳しており、『イーリアス』の叙事詩としての美しさを伝えようと腐心している。松平訳はこれに対し、現代人にとっての読みやすさを念頭に、原文が韻文であることを敢えて無視し、散文に置き換えている。詳しくは平凡社版の沓掛解説を参照。他に以下がある。

- 呉茂一訳 『世界古典文学全集 1 ホメーロス』 筑摩書房、初版1964年、復刊2005年ほか／グーテンベルク21（上下、電子出版）、2013年
  - 『筑摩世界文学大系 2 ホメーロス』 筑摩書房、初版1971年 - 各・後者は高津春繁訳「オデュッセイア」で、各・散文体での訳文
- 高津春繁訳 『イーリアス 愛蔵版』 筑摩書房、1969年
- 小野塚友吉訳 『完訳イリアス』 風濤社、2004年

## 後世の作品における『イーリアス』の影響
古代ローマ期は、詩人ウェルギリウスがローマ建国を描いた叙事詩『アエネーイス』は『イーリアス』を下敷としている。作中では、敗れたトロイアの武将アイネイアースが放浪の果てにたどり着いたイタリアでの出来事が語られ、その子孫がアウグストゥスの家系であることを示唆する描写がある。
1987年、マリオン・ジマー・ブラッドリー は『イーリアス』を元にした歴史ファンタジー小説『The Firebrand』を発表した。日本ではファイアーブランド三部作『太陽神の乙女』、『アプロディーテーの贈物』、『ポセイドーンの審判』として1991年に翻訳出版された。この小説はトロイアの王女カッサンドラーを主人公にしたフェミニズムファンタジーである。
2004年に封切りされた映画『トロイ』は、『イーリアス』のかなり自由な翻案である。配給元の大規模な宣伝や人気俳優の起用もあり、映画は興行的には成功を収めたが、アメリカ合衆国の映画批評家からは酷評された。何人かの批評家は「2004年最悪の映画」にこの映画を挙げた。ホメーロスの描く物語とこの映画のストーリーにはごくわずかな共通点しかない。
ダン・シモンズは、2003年に『イーリアス』を翻案した叙事詩的 SF 小説『イリアム』 (Ilium) を発表した。この小説は、2003年の最優秀 SF 小説としてローカス賞を受賞した。

### 註記
1. ↑  ホメーロスの詩は、各行がダクテュロス・ヘクサメトロス（英雄脚六脚韻）となっている。この最初のラインは、高低アクセントを除いて、音節の長単だけで、カタカナに転写すると（実際の朗唱では、単語は続けて発音される）、「メーニナ・エイデテ・アーペー・レーイア・デオーアキ・レーオス」となり、これは「長単単｜長単単｜長長｜長単単｜長単単｜長単」となり、「長単単」または「長長」の脚が六回繰り返されている。ホメーロスの英雄叙事詩はすべての行が、このようなヘクサメトロス韻で作られている。『オデュッセイアー』も同じ韻律である。
2. ↑  この7行を、ラテン文字に転写すると、次のようになる：
Mēnin aeide, theā, Pēlēiadeō Achilēos
oulomenēn, hē myūri Achaiois alge' ethēke,
pollās d' iphthimous psyūchās A-idi pro-iapsen
hērōōn, autous de helōria teuche kyunessin
oiōnoisi te pāsi; Dios d' eteleieto boulē;
eks hou dē ta prōta diastētēn erisante
Atre-idēs te anaks andrōn kai dīos Achilleus.
古代ギリシア語には高低アクセントがあるが、これを無視して、上記の7行をカタカナに転写すると、次のようになる（朗唱においては、単語は連続してうたわれる）：
メーニナ・エイデテ・アーペー・レーイア・デオーアキ・レーオス
ウーロメ・ネーネー・ミューリア・カイオイ・サルゲエ・テーケ
ポッラース・ディプティー・ムースプシュー・カーサイ・ディプロイ・アプセン
ヘーロー・オーナウ・トゥースデヘ・ローリア・テウケキュ・ネッシン
オイオー・ノイシテ・パーシディ・オスデテ・レイエト・ブーレー
エクスー・データプ・ロータディ・アステー・テーネリ・サンテ
アトレイ・デーステア・ナクサン・ドローンカイ・ディーオサ・キッレウス
このようなカタカナ転写を、日本語の発音で読むと、古代ギリシア語の復元発音にほぼ近いものになる。カタカナとして、子音単独の場合も、母音がついてしまうこと(「ス」と転写されているのは、sに対応するシグマの子音で、suのスではない、等)、ρ（r）とλ（l）が、区別されずラ行で表現されることなどを除いて、日本語での発音が復元原音に極めて近い。ホメーロスの詩の朗唱がどのように聞こえるかは、上記のカタカナ転写をそのまま発音するとよい。
3. ↑  実際のホメーロスの作品においては、以下のような決まった名前で神々も英雄達も登場する訳ではない。すべての行がヘクサメトロン韻に従うため、例えば、「アテーネー」女神は、この名前だと音節が「単長長」となっているので、アテーネーが登場する前には、「-長単」の語尾を持った語が来なければならない（この場合、「-長単単｜長長」となってヘクサメトロン韻になる。例えば、glaukōpis（グラウコーピス）という形容詞は、「輝く目を持った」の意味であるが、これがアテーネーの前に来ると、「-グラウ｜コーピサ｜テーネー」となり、「-長｜長単単｜長長」のようになり英雄脚となる。女神が、Pallas Athēnē と呼ばれるのは、これを続けて読むと、「パッラサ｜テーネー」となり、「長単単｜長長」の英雄脚となるのである。ポイボス・アポッローン Phoibos Apollōn も同じように、続けて読むと「ポイボサポッローン」で、これは「ポイボサ｜ポッローン」で「長単単｜長長」のダクテュロスになる）。ポセイドーンは、「単長長」となり、前に「-長単」で終わる語が来ないと、英雄脚にならない。このため、ポセイドーンは、別名でしばしば呼ばれる。固有名詞も格変化するので、長音節と単音節の配置が変化し、これに対応してヘクサメトロン韻に整えるため、固有名詞などは別名が使われたり、別形が使われるのが普通である。ポセイドーンの場合、ポセイダーオーン(Ποσειδάων)という別形があり(『イーリアス 13.43』(ギリシア語原文))、また「大地を揺さぶる者」を意味する、エンノシガイオス(Ἐννοσίγαιος)という別名があり、ともにホメーロスの詩で使われている。